# Spoorlijn Vejle - Grindsted
De spoorlijn Vejle - Grindsted was een lokaalspoorweg door Jutland in Denemarken vanuit Vejle naar Grindsted.

## Geschiedenis

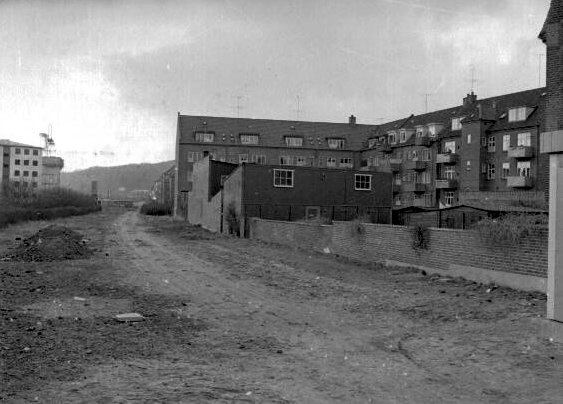
Tracé van de lijn in Vejle in 1963.

De lijn is geopend van Vejle naar Vandel op 10 september 1897. Op 21 mei 1914 was de lijn verlengd tot Grindsted. Tot en met de Tweede Wereldoorlog vond er veel vervoer op de lijn plaats. Hierna zakte het vervoer in hetgeen uiteindelijk resulteerde in de sluiting in 1957.

## Huidige toestand
Thans is de volledige lijn opgebroken.